# Resolutie 1952 Veiligheidsraad Verenigde Naties
Resolutie 1952 van de Veiligheidsraad van de Verenigde Naties werd op 29 november 2010 unaniem aangenomen door de VN-Veiligheidsraad. Ze verlengde het wapenembargo tegen gewapende groepen in Congo-Kinshasa met een jaar.

## Achtergrond
In 1994 braken in de Democratische Republiek Congo etnische onlusten uit die onder meer werden veroorzaakt door de vluchtelingenstroom uit de buurlanden Rwanda en Burundi. In 1997 beëindigden rebellen de lange dictatuur van Mobutu en werd Kabila de nieuwe president. In 1998 escaleerde de burgeroorlog toen andere rebellen Kabila probeerden te verjagen. Zij zagen zich gesteund door Rwanda en Oeganda. Toen hij in 2001 omkwam bij een mislukte staatsgreep werd hij opgevolgd door zijn zoon. Onder buitenlandse druk werd afgesproken verkiezingen te houden, die plaatsvonden in 2006 en gewonnen werden door Kabila. Intussen zijn nog steeds rebellen actief in het oosten van Congo en blijft de situatie er gespannen.
In 2003 werd een wapenembargo opgelegd tegen alle gewapende groepen die geen deel uitmaakten van de overheid. Ook werden reisbeperkingen en financiële sancties getroffen tegen diegenen die dit embargo schonden. Daarop werd toegezien door een groep van experts.

## Inhoud

### Waarnemingen
Uit het rapport van de groep van experts die toezag op het wapenembargo tegen de Democratische Republiek Congo bleek er sprake te zijn van een goede samenwerking van Congo en andere landen in de regio.
De aanwezigheid van gewapende groeperingen en milities in Oost-Congo bleef echter onrustwekkend en zorgde voor een klimaat van onveiligheid in de hele regio.
Van al deze groepen, en de FDLR en de LRA in het bijzonder, eiste men dat ze de wapens zouden neerleggen.
Men was tevens bezorgd om steun die deze groepen kregen van regionale en internationale netwerken, waardoor illegale wapens ondanks het embargo blijven circuleren.
Die wapenhandel was ook verbonden met de illegale ontginning van natuurlijke rijkdommen, wat de conflicten in het Grote Merengebied mede deed escaleren.
Ook mensenrechtenschendingen, moorden, kindsoldaten en seksueel geweld bleven grote zorgen baren.

### Handelingen
De Veiligheidsraad verlengde het wapenembargo opnieuw met een jaar, tot 30 november 2011.
Ook de transport-, reis- en financiële maatregelen werden voor dezelfde periode verlengd.
Alle landen werden voorts opgeroepen om zich aan deze maatregelen te houden.
De secretaris-generaal werd gevraagd de groep van experts die daarop toezag eveneens met een jaar te verlengen, alsook een zesde expert toe te voegen die de kwestie van de natuurlijke rijkdommen zal behandelen.
De groep moest zich voorts toespitsen op gebieden met gewapende groeperingen en de netwerken die hen steunden, misdaadnetwerken en mensenrechtenschendingen.
De Veiligheidsraad stemde voorts in met enkele door de groep voorgestelde richtlijnen om de handel in Congolese delfstoffen onder controle te krijgen en riep alle landen op het nodige te doen om deze richtlijnen op te volgen.
Vooral de landen in de regio werden gevraagd te zorgen dat er geen steun was voor de gewapende groepen in Oost-Congo.
Ook Congo zelf werd gevraagd maatregelen te treffen tegen criminele netwerken en iets te doen aan de straffeloosheid die heerste.
Alle landen moesten ook meewerken met het onderzoek van de groep van experts. Ze kregen het advies regelmatig statistieken te publiceren in verband met de in- en uitvoer van Congolese grondstoffen.

## Verwante resoluties
- Resolutie 1906 Veiligheidsraad Verenigde Naties (2009)
- Resolutie 1925 Veiligheidsraad Verenigde Naties
- Resolutie 1991 Veiligheidsraad Verenigde Naties (2011)
- Resolutie 2021 Veiligheidsraad Verenigde Naties (2011)

Lijst ·  1908 ·  1909 ·  1910 ·  1911 ·  1912 ·  1913 ·  1914 ·  1915 ·  1916 ·  1917 ·  1918 ·  1919 ·  1920 ·  1921 ·  1922 ·  1923 ·  1924 ·  1925 ·  1926 ·  1927 ·  1928 ·  1929 ·  1930 ·  1931 ·  1932 ·  1933 ·  1934 ·  1935 ·  1936 ·  1937 ·  1938 ·  1939 ·  1940 ·  1941 ·  1942 ·  1943 ·  1944 ·  1945 ·  1946 ·  1947 ·  1948 ·  1949 ·  1950 ·  1951 ·  1952 ·  1953 ·  1954 ·  1955 ·  1956 ·  1957 ·  1958 ·  1959 ·  1960 ·  1961 ·  1962 ·  1963 ·  1964 ·  1965 ·  1966